# نوئوو لئون
نوئوو لئون(به اسپانیایی: Nuevo León) یکی از سی و یک ایالت مکزیک است. که ۵۱ بخش داشته و مرکز آن مونترری است
نوئوو لئون در شمال شرقی مکزیک واقع است و با ایالت‌های تامائولیپاس از شمال و شرق، سان لوئیس پوتوسی از جنوب، کواویلا از غرب مرز دارد. همچنین پانزده کیلومتر (۹ مایل) با ایالات متحده آمریکا (ایالت تگزاس) نیز مرز دارد.